# Wasted (canción de Tiësto)
«Wasted» es una canción realizada por el disc jockey y Productor Holandés Tiësto, con la colaboración del cantante Norteamericano Matthew Koma, quién la coescribió junto al dúo de productores australianos Twice as Nice y el propio Tiësto. Fue lanzado el 22 de abril de 2014 como el segundo sencillo del quinto álbum de estudio de Tiësto, A Town Called Paradise. Alcanzó la tercera ubicación en la lista de sencillos del Reino Unido.

## Video musical
El video musical fue estrenado el 25 de abril de 2014 y estuvo bajo la dirección de Tabitha Denholm. Está centrado en la temática de la década del '60. Una anfitriona recibe a su hogar a cinco amigas, la cual está ambientada a esta época, ya sea desde la comida hasta la estética. Luego de varias escenas en la que se entretienen bailando al ritmo de la canción y de unos chapuzones en la piscina, se reúnen para ver en la televisión; un programa llamado "The Tiësto Show" en la que el DJ es la estrella del mismo y presenta al vocalista de la canción, Matthew Koma interpretando la canción.

## Lista de canciones
| Descarga digital |                       |          |  |
| N.º              | Título                | Duración |  |
| 1.               | «Wasted» (Radio edit) | 3:08     |  |

| Descarga digital (Remixes) |                              |          |  |
| N.º                        | Título                       | Duración |  |
| 1.                         | «Wasted» (TST Remix)         | 4:35     |  |
| 2.                         | «Wasted» (Ummet Ozcan Remix) | 5:55     |  |
| 3.                         | «Wasted» (R3hab Remix)       | 4:12     |  |
| 4.                         | «Wasted» (Mike Mago Remix)   | 5:58     |  |

## Posicionamiento en listas

### Semanales
| País            | Lista (2014)            | Mejor posición |
| --------------- | ----------------------- | -------------- |
| Alemania        | Media Control AG        | 49             |
| Australia       | ARIA Charts             | 44             |
| Austria         | Ö3 Austria Top 40       | 21             |
| Bélgica         | Ultratip flamenca       | 10             |
| Bélgica         | Ultratip valona         | 5              |
| Canadá          | Canadian Hot 100        | 37             |
| Escocia         | Scottish Singles Top 40 | 2              |
| Eslovaquia      | Radio Top 100 Chart     | 70             |
| España          | Top 50 Canciones        | 45             |
| Estados Unidos  | Billboard Hot 100       | 49             |
| Estados Unidos  | Pop Songs               | 21             |
| Estados Unidos  | Hot Dance Club Songs    | 17             |
| Estados Unidos  | Dance/Electronic Songs  | 5              |
| Estados Unidos  | Heatseeker Songs        | 1              |
| Finlandia       | OFC                     | 11             |
| Francia         | SNEP Charts             | 82             |
| Irlanda         | Irish Singles Chart     | 13             |
| Noruega         | VG-lista                | 19             |
| Países Bajos    | Dutch Top 40            | 9              |
| Reino Unido     | UK Singles Chart        | 3              |
| Reino Unido     | UK Dance Chart          | 1              |
| República Checa | Radio Top 100 Chart     | 82             |
| Suecia          | Sverigetopplistan       | 5              |
| Suiza           | Schweizer Hitparade     | 52             |

### Anuales
| País           | Lista (2014)                     | Posición | Ref.   |
| -------------- | -------------------------------- | -------- | ------ |
| Estados Unidos | Billboard Dance/Electronic Songs | 16       | [ 20 ] |
| Países Bajos   | Nederlandse Top 40               | 33       | [ 21 ] |
| Reino Unido    | The Official Charts Company      | 73       | [ 22 ] |

### Certificaciones
| País           | Organismo certificador | Certificación | Simbolización | Ventas  | Ref.   |
| -------------- | ---------------------- | ------------- | ------------- | ------- | ------ |
| Estados Unidos | RIAA                   | Oro           | ●             | 500 000 | [ 23 ] |
| Italia         | FIMI                   | Oro           | ●             | 25 000  | [ 24 ] |
| Reino Unido    | BPI                    | Plata         | ♦             | 200 000 | [ 25 ] |

## Historial de lanzamientos
| País            | Fecha                                      | Formato          | Discográfica |
| --------------- | ------------------------------------------ | ---------------- | ------------ |
| Estados Unidos  | 22 de abril de 2014                        | Descarga digital | PM:AM        |
| Reino Unido     | 30 de mayo de 2014                         | Descarga digital | PM:AM        |
| Edición mundial | 6 de junio de 2014 (Versiones remezcladas) | Descarga digital | PM:AM        |